# 24146 Benjamueller
24146 Benjamueller là một tiểu hành tinh vành đai chính với chu kỳ quỹ đạo là 1696.7002244 ngày (4.65 năm).
Nó được phát hiện ngày 14 tháng 11 năm 1999.